# Feel my mind
『feel my mind』（フィール・マイ・マインド）は、2004年2月18日に発売された倖田來未の3rdアルバムである。

## 解説
- 「COME WITH ME」、「Gentle Words」、「Crazy 4 U」のシングル曲を含む全12曲（初回盤は14曲）が収録されている。
- 初回盤にはボーナストラックとして「夢 with You」のリミックスバージョンと、後にシングルカットされスマッシュヒットとなった「キューティーハニー」が収録されている。
- 倖田來未の実妹であるmisonoがメンバーであったday after tomorrowも、同日に、アルバム『primary colors』をリリースしている。(オリコン5位)
- アルバムにはフィーチャリングで3曲ほどラッパーを入れるという構想もあったというが、スケジュールの都合もあり企画倒れしたと倖田が述べている[1]。

## 収録曲
1. Break it down
作詞：Kumi Koda、Daisuke'D.I'Imai
作曲・編曲：Daisuke'D.I'Imai
2. Crazy 4 U
作詞・作曲・編曲：Miki Watanabe
10thシングル表題曲
3. Rock Your Body
作詞：Kumi Koda、Daisuke'D.I'Imai
作曲・編曲：Daisuke'D.I'Imai
4. Rain
作詞：Kumi Koda
作曲：miwa furuse
編曲：Miki Watanabe
彼女曰く、当時付き合っていた彼とのすれ違いを描いたバラード曲。
アルバム曲でありながらファンからの人気も高く、ライブでもよく披露されている。
26thシングル「No Regret」のカップリング曲にて、別バージョンが収録されている。
5. Without Your Love
作詞：Kumi Koda、Daisuke'D.I'Imai
作曲・編曲：Daisuke'D.I'Imai
9thシングルのカップリング曲
アレンジがシングルとは多少異なっている。
6. Talk to you
作詞：Kumi Koda
作曲：Hiro Yamaguchi
編曲：Miki Watanabe
7. 華
作詞：Kumi Koda、TOOKO
作曲：KAIDA
編曲：Reo Nishikawa
8. Get Out The Way
作詞：Kumi Koda
作曲・編曲：AKIRA
9. Sweet love・・・
作詞：Kumi Koda、TOOKO
作曲：KAIDO
編曲：Reo Nishikawa
10. Gentle Words
作詞：Kumi Koda
作曲：D・A・I
編曲：h-wonder
9thシングル表題曲
11. magic
作詞：Ken Matsuhara
作曲：LISA
編曲：LISA、Ryuichiro Yamaki
12. COME WITH ME
作詞：Kumi Koda
作曲・編曲：h-wonder
8thシングル表題曲
13. 夢 with You (R. Yamaki's Groove Mix)
作詞・作曲：Toshinobu Kubota
編曲：Ryuichiro Yamaki
初回盤のみ収録のボーナストラック。
10thシングルのカップリング曲
シングルに収録されているものとは別アレンジで収録されている。
14. キューティーハニー
作詞：Kurodo Q
作曲：Takeo Watanabe
編曲：h-wonder
初回盤のみ収録のボーナストラック。
後に、新曲3曲を加えた11thシングル「LOVE & HONEY」としてリカット。

## タイアップ
- アニメ「ギルガメッシュ」オープニングテーマ (#2)
- 日本テレビ系「スポーツうるぐす」EDテーマ (#8)
- 佐藤製薬「ストナ」CMソング (#10)
- SONY・PS2用ゲームソフト「クリムゾンティアーズ」エンディングテーマ (#11)
- チョーヤ「梅ゼリー」CMソング (#12)

## その他の収録アルバム (シングル曲除く)
- Rain
  - 『BEST 〜BOUNCE & LOVERS〜』(BALLAD BEST)
- 華
  - 『BEST 〜BOUNCE & LOVERS〜』(BALLAD BEST)
- キューティーハニー

## 収録ライブ映像 (シングル曲除く)
- Break it down
  - 『KODA KUMI LIVE TOUR 2007 〜Black Cherry〜 SPECIAL FINAL in TOKYO DOME』
  - 『KODA KUMI 2009 TAIWAN』
  - 『KODA KUMI "ETERNITY〜Love & Songs〜"at Billboard Live』
  - 『KODA KUMI LIVE TOUR 2019 re(LIVE) 〜Black Cherry〜』
    - 『KODA KUMI LIVE TOUR 2019 re(LIVE) -Black Cherry- & -JAPONESQUE-』(ファンクラブ限定盤)
- Rock Your Body
  - 『Koda Kumi Hall Tour 2014 〜Bon Voyage〜』
- Rain
  - 『LIVE TOUR 2005 〜first things〜 deluxe edition』(Unplugged Version)
    - 『BEST 〜second session〜』(LIMITED EDITIONのみ付属)

  - 『KODA KUMI LIVE TOUR 2006-2007 〜second session〜』(メドレー)
  - 『KODA KUMI 10th Anniversary 〜FANTASIA〜 in TOKYO DOME』(メドレー)
    - 『MY NAME IS...』(ファンクラブ限定盤)

  - 『KODA KUMI Premium Night 〜Love & Songs〜』
  - 『 Koda Kumi Fanclub Live Tour～Let's Party Vol.2～』(Bon Voyage、ファンクラブ限定盤)
  - 『Koda Kumi 15th Anniversary Live Tour 2015 〜WALK OF MY LIFE〜』(Bonus Movie)
  - 『KODA KUMI 19TH → 20TH ANNIVERSARY EVENT』(PART1)
    - 『KODA KUMI LIVE TOUR 2019 re(LIVE) -Black Cherry- & -JAPONESQUE-』(ファンクラブ限定盤)
- 華
  - 『KODA KUMI SPECIAL LIVE “Dirty Ballroom” 〜One Night Show〜』(TRICK)
- Sweet love…
  - 『KODA KUMI PREMIUM LIMITED LIVE IN HALL IN YOKOHAMA ARENA』(Kingdom)
- magic
  - 『KODA KUMI LIVE TOUR 2006-2007 〜second session〜』(メドレー)
  - 『KODA KUMI "ETERNITY〜Love & Songs〜"at Billboard Live』
    - 『MY NAME IS...』(ファンクラブ限定盤)

  - 『KODA KUMI Love & Songs 2022』
- キューティーハニー